# Cultura di Lengyel

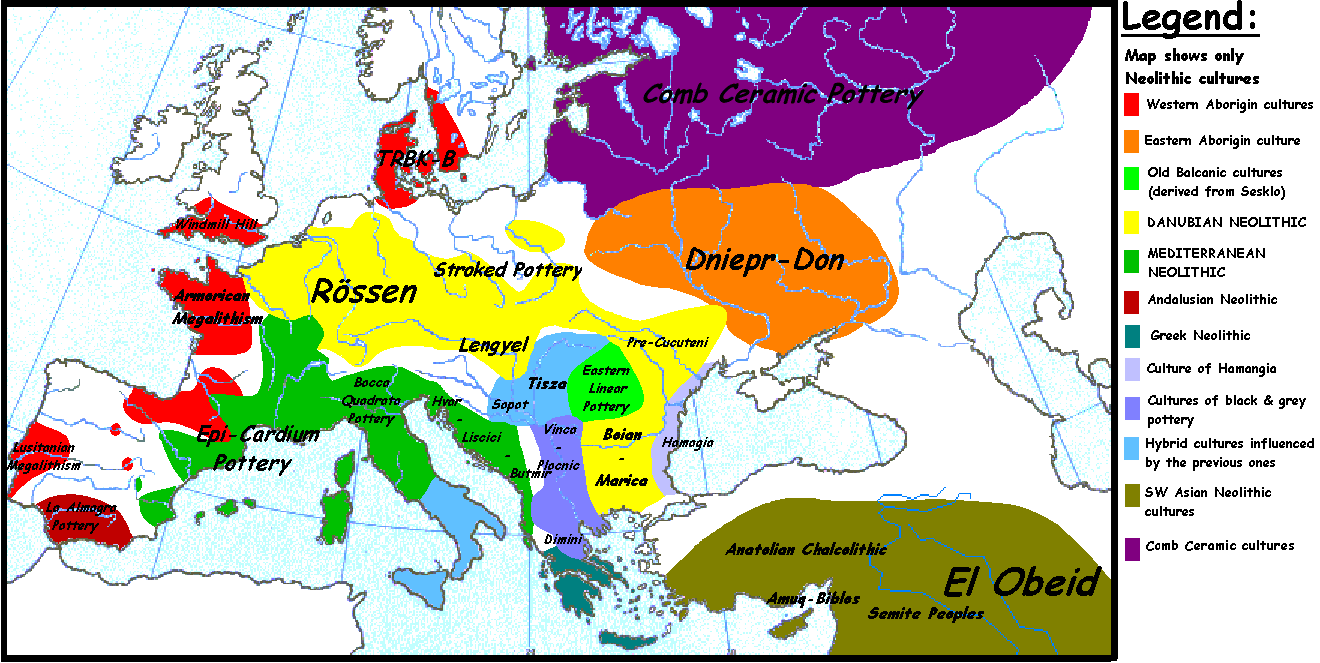
Mappa del neolitico europeo all'apogeo dell'espansione danubiana, 3.500 a.C. ca.

La cultura di Lengyel, 5000–4000 a.C. ca., fu una cultura archeologica localizzata nell'area dell'attuale Moravia meridionale, Slovacchia occidentale, Ungheria occidentale, parti della Polonia meridionale, e in sezioni adiacenti di Austria, Slovenia e Croazia.
Successe alla cultura della ceramica lineare, e nella sua estensione a nord, si sovrappose alla piuttosto tarda ma approssimativamente contemporanea cultura cosiddetta del bicchiere imbutiforme.
Venivano praticati l'agricoltura e l'allevamento (principalmente bestiame, ma anche maiali, e in misura minore, ovini-caprini), sebbene siano stati recuperati un grande numero di resti di fauna selvatica. Gli insediamenti, a volte aperti e a volte circondati da un fossato difensivo, erano costituiti di piccole case come pure case lunghe trapezoidali.
L'inumazione avveniva in cimiteri separati, nella posizione flessa, apparentemente senza nessuna preferenza rispetto al lato in cui il deceduto fosse stato disteso.

## Interpretazione
Essa venne associata alla cultura antica europea da Marija Gimbutas, sebbene potesse essere stata sottoposta alla "kurganizzazione" da parte dei proto-indoeuropei venendo ad integrarsi nella successiva cultura delle anfore globulari.

## Genetico
Allevatori e agricoltori del Vicino Oriente che colonizzarono l'Europa neolitica sembravano appartenere principalmente all'aplogruppo G2a, di cui circa il 60% dei campioni neolitici europei testati fino al ventunesimo secolo, con una minoranza composta da vari aplogruppi come E1b1b, H2, J2a1, R1b-V88 e T1a, in particolare intorno al bacino del Mediterraneo. Test preistorici sul DNA hanno confermato il G2a presente in tutti i siti neolitici in Europa testati, compresi numerosi campioni di ceramica ceramica, Starčevo e nastro ceramica.